# Годково
Годково (пол. Godkowo, нім. Göttchendorf) — село в Польщі, у гміні Годково Ельблонзького повіту Вармінсько-Мазурського воєводства.
Населення — 391 особа (2011).
У 1975-1998 роках село належало до Ельблонзького воєводства.

## Демографія
Демографічна структура станом на 31 березня 2011 року:
|          | Загалом | Допрацездатний вік | Працездатний вік | Постпрацездатний вік |
| -------- | ------- | ------------------ | ---------------- | -------------------- |
| Чоловіки | 187     | 45                 | 132              | 10                   |
| Жінки    | 204     | 39                 | 137              | 28                   |
| Разом    | 391     | 84                 | 269              | 38                   |

## Українська громада в Годково

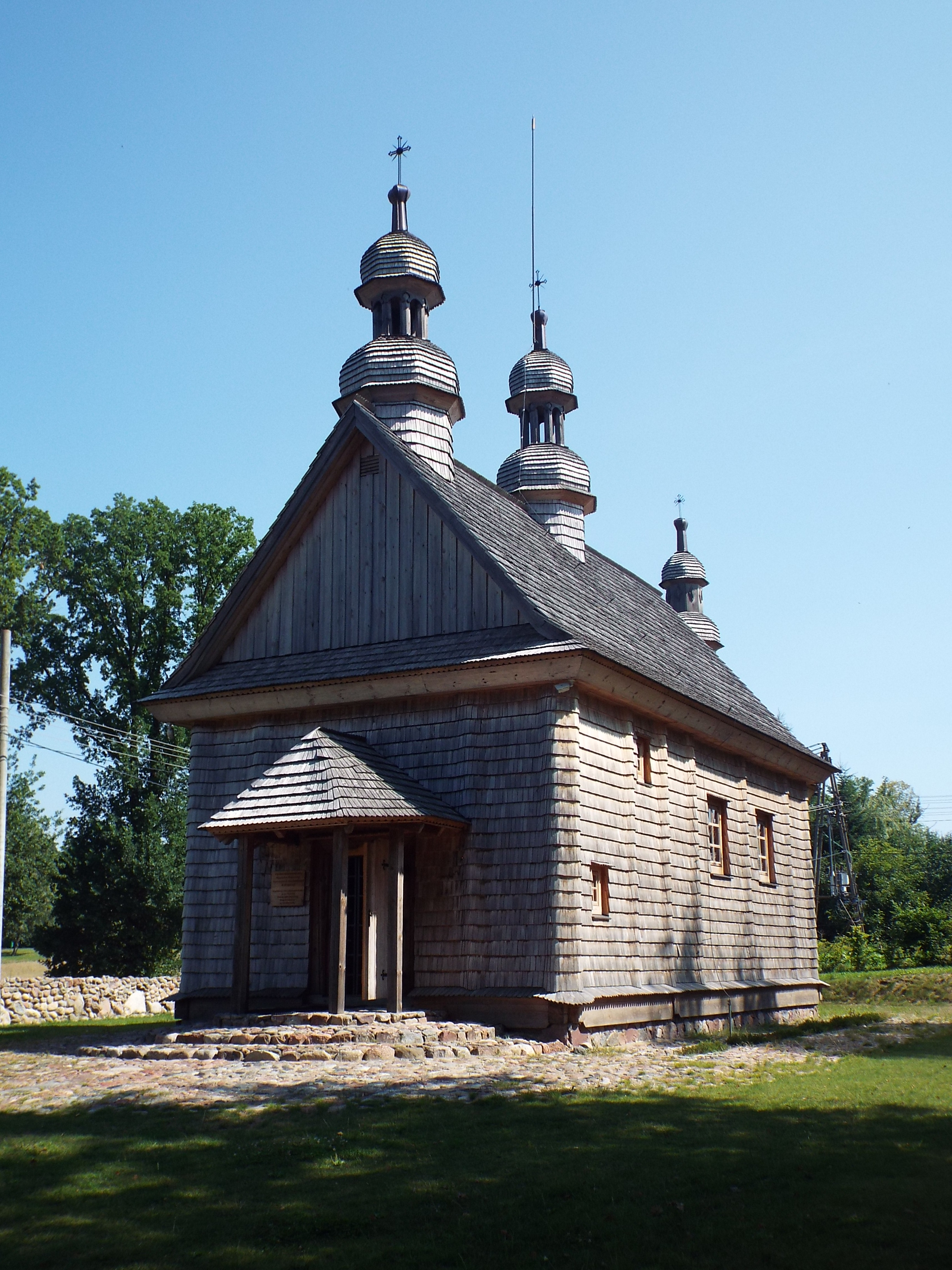
Перенесена в Годково відновлена церква Покрова Богородиці, фото 2018 р.

У 1947 році один з транспортів з депортованими з Лемківщини був скерований до Годкова та околиць. В Годкові не було ані римо-католицького костелу, ані греко-католицької церкви. Найближча церква була у Пасленку. Пробощ о. митрат Андрій Сорока шукав можливості побудови церкви в Годкові, де була досить міцна українська громада. Проф. Рома Целантковська з Гданської політехніки запропонувала отцю Андрію перевезти до Годкова рештки лемківської церкви з Купної та відновити на їх основі храм. Збудована у 1729 році, і залишена по депортації вірних, а згодом перетворена на склад церква Покрова Богородиці з Купної неподалік Перемишля розвалилася. Її залишки, детально промарковані, до Годкова у 2011 році перевезли парафіяни.
Завдяки жертовності і праці локальної спільноти храм був відбудований. Першу літургію відправив в ній 14 жовтня 2013 року Вроцлавсько-Гданський ординарій Володимир Ющак. Освячення церкви відбулося 10 жовтня 2015 року за співслужіння греко-католицьких та латинських священиків виконав єпископ греко-католицької перемисько-варшавської дієцезії Євген Попович. В вівтарі святині були запечатані реліквії благословенного о. Петра Вергуна (беатифікованого у Львові 27 червня 2001 року папою Іваном Павлом II). Церква в Годкові вміщує близько 150 осіб. Раніше мешканці Годкова, Осека та Скаршев доїжджали на молитви до церкви в Пасленку. Тепер о. Андрій Сорока служить для них літургію на місці.